# Esmeralda (gemeente in Bolivia)
Esmeralda is een gemeente (municipio) in de Boliviaanse provincie Litoral in het departement Oruro. De gemeente telt naar schatting 2.835 inwoners (2018). De hoofdplaats is Esmeralda.